# 母斑症
母斑症（ぼはんしょう）とは、母斑性病変が皮膚をはじめとして複数の器官に生じ、まとまった1つの病像を呈する疾患群である。

## 母斑の定義
母斑：内部リンク参照のこと。

## 母斑症の分類
- 神経線維腫症1型（NF-1）

聴神経鞘腫や皮膚の神経線維腫、カフェオレ斑が特徴的である。その他、側わん症や虹彩小結節などがみられることがある。脳内石灰化や痙攣発作は少ない。
- 結節性硬化症

脳室内の石灰化、顔面の血管線維腫、葉状白斑が特徴的である。その他、爪囲繊維腫もみられる。痙攣発作が多く、特にWEST症候群の合併が起こることもある。
- スタージ・ウェーバー症候群

遺伝性をまったく持たない母斑症である。三叉神経領域の片側性血管腫、大脳軟膜の石灰化、顔面の紅斑（血管腫）と同側の緑内障などが特徴的である。
その他、ポイツ・ジェーガーズ症候群などを母斑症に含める場合もある。